# General Alcázar
El general Alcázar (en francés, général Alcazar) es un personaje ficticio de la saga de historietas de Tintín.
Dirigente de la República de San Theodoros, llegó al poder tras la revolución en la que derrocó al general Tapioca, su eterno enemigo. En esa situación le conoció Tintín, en La oreja rota, que fue nombrado ayudante de campo del general. Algún tiempo después hubo otra revuelta, y Tapioca tomó el mando. Alcázar tuvo que huir a Europa y, tras practicar varios oficios, acabó siendo Ramón Zárate, lanzador de puñales, ocupación que también se vio obligado a abandonar al largarse su partenaire Chiquito (Las siete bolas de cristal). Tintín vuelve a encontrárse a un huidizo Alcázar en Europa, negociando con el mezquino Dawson la compra de material de guerra usado con vistas a retomar el poder en San Theodoros, hazaña que volvió a lograr. Pero de nuevo Tapioca, ayudado por la Borduria de Plekszy-Gladz, se rebeló y triunfó. Alcázar se refugió entonces en la selva con un grupo de guerrilleros, Los Pícaros. Un complot orquestado por el coronel Sponsz, gran enemigo de Tintín y entonces miembro del régimen de Tapioca, consigue atraer a Tintín, el profesor Tornasol, el capitán Haddock y la soprano Bianca Castafiore a San Theodoros para librarse de ellos. Los protagonistas se unirán entonces al ejército rebelde del enflaquecido Alcázar (Tintín y los 'Pícaros'), ayudándole a reconquistar el poder a condición de que no haya derramamiento de sangre, lo que el general acepta a regañadientes.
El general Alcázar es algo tosco, impulsivo e irascible. No teme a nada excepto a su terrible esposa Peggy. Su no muy aguda inteligencia le llevó a comandar un ejército con sólo 49 cabos por 3.487 coroneles; aunque en el fondo es un buen tipo.
- Datos: Q3318278